# Entourage (TV-serie)
Entourage är en TV-serie från det amerikanska bolaget Home Box Office (HBO). Den följer skådespelaren Vincent 'Vince' Chase(Adrian Grenier) på hans strävsamma väg mot toppen. Serien är löst baserad på Mark Wahlbergs liv som ung skådespelare på väg mot sitt stora genombrott i Hollywood.
Vincent är omgiven av en trogen skara följeslagare bestående av gamla barndomsvänner från Queens i New York. Alla håller Vince under armarna och gör så gott de kan för att lotsa honom förbi alla fällor som lurar i Hollywood av typen sex, fester och mer eller mindre galna agenter. 
Entourage skulle i det här fallet ungefär kunna översättas till följe.

## Karaktärer

### Huvudkaraktärer
| Namn                       | Baserad på                                                                        | Skådespelare   | Roll |
| -------------------------- | --------------------------------------------------------------------------------- | -------------- | --- |
| Vincent Chase              | Mark Wahlberg                                                                     | Adrian Grenier | Vincent är en ny och stadigt växande stjärna på Hollywoods himmel. Rollen baseras löst på den unge Mark Wahlbergs liv och karriär. Som exempel kan nämnas att inspelningen av "Aquaman" anspelar på Wahlbergs inspelning av "Apornas planet".                |
| Johnny "Drama" Chase       | Johnny Alves (Mark Wahlbergs "kusin")                                             | Kevin Dillon   | Johnny är Vincents äldre halvbror men även hans personliga kock och tränare. "Drama" spelade Torvald i den fiktiva serien Viking Quest, en serie som blev mycket populär, i synnerhet i Frankrike, men har därefter haft svårt att upprätthålla sin karriär. |
| Eric "E" Murphy            | Eric Weinstein (Mark Wahlbergs assistent)/Steve Levinson (Mark Wahlbergs manager) | Kevin Connolly | Eric är Vincents manager och bästa vän. Han har fler moraliska dilemman att brottas med än de andra, vilket gör att han ibland är tvungen att välja mellan sina inte alltför moraliskt snövita vänner och sitt eget goda samvete.                            |
| Salvatore "Turtle" Assante | Donnie Carroll (Mark Wahlbergs vän och assistent)                                 | Jerry Ferrara  | Turtle är en god vän och en snillrik alltiallo. |
| Ari Gold                   | Ari Emanuel                                                                       | Jeremy Piven   | Ari är Vincents hårdslipade men likafullt älskvärde agent. |

### Biroller
| Namn         | Skådespelare     | Roll                                                                                                |
| ------------ | ---------------- | --------------------------------------------------------------------------------------------------- |
| Shauna       | Debi Mazar       | Hon är Vincents lojala men hetlevrade publicist.                                                    |
| Lloyd        | Rex Lee          | Lloyd är Aris assistent, är av asiatiskt ursprung och är öppet homosexuell.                         |
| Billy Walsh  | Rhys Coiro       | Han är en pretentiös regissör oberoende av alla.                                                    |
| Dana Gordon  | Constance Zimmer | Dana är en studioexekutiv. Hon har även ett förflutet med Ari Gold.                                 |
| Melissa Gold | Perrey Reeves    | Ari Golds fru, Mrs. Gold, fick en mer framträdande roll i seriens fjärde säsong än i de tre första. |

### Cameos
Entourage är fyllt av cameoroller (roller där skådespelare spelar sig själva). Nämnas kan att Malcolm McDowell, Mandy Moore och Gary Busey har medverkat i serien ett flertal gånger. Därutöver har serien oftast en känd skådespelare i varje avsnitt. Exempelvis har Eminem, Kanye West, Snoop Dogg, 50 cent, LeBron James, Matt Damon, Bono, Scarlett Johansson, Val Kilmer, James Cameron,  Peter Jackson, Hugh Hefner,  Mary J. Blige, Martin Scorsese, Jay Leno, M. Night Shyamalan, James Woods, Edward Burns, Zac Efron samt Stellan Skarsgård fått hoppa in och medverka i serien, och Anna Faris har gjort en mindre biroll. Även svenska Mini Andén medverkar i ett avsnitt som Vinnies kärleksintresse. Jessica Alba hade även en cameo i ett avsnitt i första säsongen och även producenten Mark Wahlberg har en cameo i det första avsnittet, och medverkar också senare i serien. Svenskan Malin Åkerman har också gästspelat i två avsnitt. Leighton Meester, känd som Blair i Gossip girl är också med och medverkar i början av Entourage där hon spelar sångerska.
Många av ovanstående har spelat sig själva medan andra har spelat fiktiva rollkaraktärer.

## Avsnitt
Det första avsnittet hette helt enkelt "Entourage" och sändes 18 juli, 2004. Den åttonde säsongen av Entourage blev seriens sista, och finalavsnittet sändes 11 september 2011.
2015 släpptes en film med samma namn som serien.

## Priser och nomineringar
Entourage har blivit nominerad till följande priser:
- 2007 High Times Stony Awards
  - Best TV Show - VUNNEN
  - Stonette of the Year (Anna Faris) för hennes inhopp i Entourage- VUNNEN
- 2007 Emmys
  - Outstanding Comedy Series
  - Outstanding Supporting Actor in a Comedy Series (Jeremy Piven) - VUNNEN
  - Outstanding Supporting Actor in a Comedy Series (Kevin Dillon)
  - Outstanding Guest Actor in a Comedy Series (Martin Landau som Bob Ryan)
  - Outstanding Casting for a Comedy Series
  - Outstanding Directing for a Comedy Series (Julian Farino för One Day in the Valley)
  - Outstanding Multi-Camera Sound Mixing for a Series or Special (One Day in the Valley) - VUNNEN

- 2007 British Academy Television Awards
  - Best International Programme - VUNNEN

- 2007 Golden Globe
  - Best Television Series, Comedy or Musical
  - Best Performance by an Actor in a Supporting Role in a Series, Mini-Series or Motion Picture Made for Television (Jeremy Piven)

- 2006 Emmys
  - Outstanding Supporting Actor in a Comedy Series (Jeremy Piven) - VUNNEN
  - Outstanding Directing for a Comedy Series (Dan Attias for Oh, Mandy)
  - Outstanding Directing for a Comedy Series (Julian Farino for The Sundance Kids)
  - Outstanding Writing for a Comedy Series (Doug Ellin for Exodus)

- 2006 Golden Globes
  - Best Television Series, Comedy or Musical
  - Best Performance by an Actor in a Supporting Role in a Series, Mini-Series or Motion Picture Made for Television (Jeremy Piven)

- 2005 Emmys
  - Outstanding Supporting Actor in a Comedy Series (Jeremy Piven)
  - Outstanding Casting for a Comedy Series
  - Outstanding Directing for a Comedy Series (David Frankel for Entourage (Pilot))

- 2005 Golden Globes
  - Best Television Series, Comedy or Musical
  - Best Television Supporting Actor (Jeremy Piven)